# إيفانو ماريسكوتي
إيفانو ماريسكوتي (بالإيطالية: Ivano Marescotti)‏ هو ممثل إيطالي، ولد في 4 فبراير 1946 ببانياكافالو في إيطاليا.

## أعمال

### أفلام
- (1993) الصمت الطويل
- (1999) السيد ريبلي الموهوب[4][5]
- (2001) هانيبال[6][7]
- (2004) آلام المسيح[8][9][10]
- (2004) الملك آرثر[11]

## وصلات خارجية
- إيفانو ماريسكوتي على موقع IMDb (الإنجليزية)
- إيفانو ماريسكوتي على موقع ألو سيني (الفرنسية)
- إيفانو ماريسكوتي على موقع ميوزك برينز (الإنجليزية)
- إيفانو ماريسكوتي على موقع أول موفي (الإنجليزية)
- إيفانو ماريسكوتي على موقع قاعدة بيانات الأفلام السويدية (السويدية)
- إيفانو ماريسكوتي على موقع ديسكوغز (الإنجليزية)
- إيفانو ماريسكوتي على موقع قاعدة بيانات الفيلم (الإنجليزية)
- إيفانو ماريسكوتي على موقع كينوبويسك (الروسية)